# Renfe série 308
La série 308 est une ancienne série de locomotives Diesel de la Renfe.

## Origine de la série

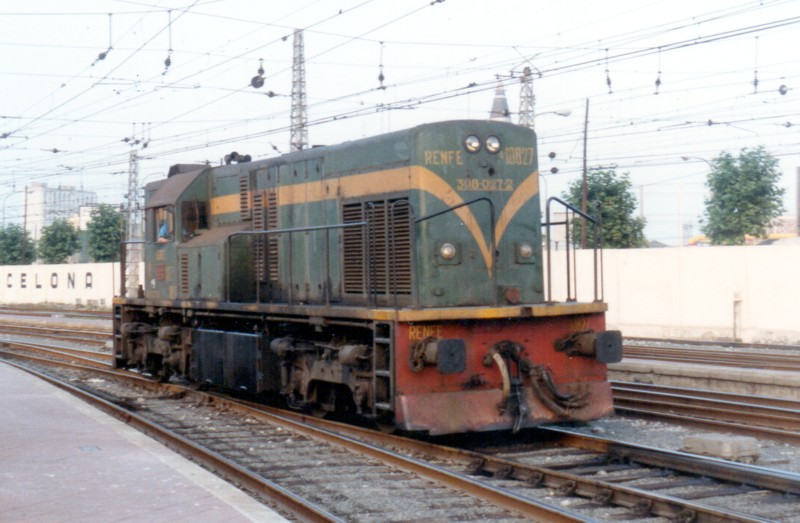
La 10827 à Barcelone Estacion de Francia (4 juillet 1983).

Grâce aux fonds versés par la BIRD pour la période 1964/1973, la Renfe peut poursuivre la diéselisation du réseau. C'est dans ce cadre que vont être livrées 41 machines destinées aux manœuvres lourdes et à la remorque des trains sur les lignes secondaires et les courtes distances.
Il s'agit d'un modèle américain, choisi sur le catalogue du constructeur : le type U 10 B de General Electric, déjà en service sur de nombreux réseaux. Il va donner naissance à la série 10800, puis 308 de la Renfe. On ne sait pas trop pourquoi la Renfe opte pour ce type plutôt que de poursuivre la série 10700/307 qui avait apparemment donné satisfaction. Si l'argument d'un souci de diversification ne tient pas la route, il faut peut-être chercher du côté de la facilité des approvisionnements (d'autres sociétés espagnoles ayant des modèles General Electric proches, à commencer par les FEVE) mais aussi du souci de faire travailler les entreprises nationales.

## Conception
Le type de base est légèrement modifié pour s'adapter aux contraintes du réseau espagnol : une chaudière est ajoutée afin d'alimenter d'éventuelles voitures à voyageurs. L'aspect extérieur différent légèrement du type original, General Electric les rebaptise comme type UM 10 B. La première commande ne porte que sur 13 unités. Seules les cinq premières machines sont fabriquées aux États-Unis (et semble-t-il assemblées en république d'Irlande). Toutes les autres sortiront des usines de Galindo de la Babcock & Wilcox (pour qui elles forment le type GU 10), détentrice de la licence des produits General Electric pour l'Espagne. Les premières unités entrées en service donnent satisfaction, et deux autres contrats sont conclus avec la firme basque en novembre et décembre 1966 pour la fourniture de 12, puis de 16 machines supplémentaires.
Détail des livraisons :
| N° Renfe      | N° UIC 1971           | Constructeur     | N° Usine      | Année | Notes |
| 10801 à 10805 | 308-001-7 à 308-005-8 | General Electric | 35740 à 35744 | 1966  |       |
| 10806 à 10813 | 308-006-6 à 308-013-2 | Babcock & Wilcox | 901 à 908     | 1966  |       |
| 10814 à 10825 | 308-814-0 à 308-025-6 | Babcock & Wilcox | 929 à 940     | 1968  |       |
| 10826 à 10841 | 308-026-4 à 308-041-3 | Babcock & Wilcox | 941 à 956     | 1969  |       |

## Service
Débarquées à Tarragone, les locomotives construites aux États-Unis sont aussitôt transférées à Séville-Santa Justa et engagées sur la remorque des omnibus sur les lignes à faible trafic. Elles sont vite rejoint par les unités fabriquées à Bilbao, à l'exception de sept affectées à Valence et une gardée en réserve à Tarragone. Vite surnommées "Ye-Yé", ces machines ne connaissent pas de problèmes particuliers, si l'on excepte quelques difficultés de mise au point du chauffage à vapeur et… un excès de puissance ! Le deuxième lot est réparti entre Séville (4 unités) et Tarragone, tandis que la totalité du troisième lot est affectée à Madrid Atocha. Après division de la Renfe en différentes activités, au début des années 1990, elles sont exploitées en pool avec les 310 et 311.1. Une trentaine reçoivent la nouvelle livrée gris et rouge.
Peu à peu évincées du service de ligne, elles deviennent également excédentaires aux manœuvres du fait de la diminution du nombre de trains de marchandises, de la réorganisation des triages, et de la concurrence de séries beaucoup plus récentes. Les réformes commencent en 1996.
La 303-025 est préservée par la Fundacion de los Ferrocarriles Españoles et remise en état d'origine. La 308-018 est revendue à TECSA en 2000.